# Metaxytherium riveroi
Espèce
Metaxytherium riveroi est une espèce fossile de mammifères marins de la famille des Dugongidae (ordre des siréniens) découverte à Cuba.

## Systématique
L'espèce Metaxytherium riveroi a été décrite en 1972 par le paléontologue et zoologiste cubain Luis Sánchez Varona (d) (1923–1989),.
En 2008, Daryl Paul Domning confirme l'appartenance de cette espèce au genre Metaxytherium[réf. nécessaire].

## Description
L'holotype de Metaxytherium riveroi, référencé DPUH 1255, est un squelette partiel découvert à San Antonio de Cabezas (Cuba) dans la formation Miocène marine de Güines (d).

## Étymologie
Son épithète spécifique, riveroi, lui a été donnée en l'honneur du paléontologue et anthropologue cubain Manuel Rivero de la Calle (d) (1926-2001).

## Publication originale
- (es) Luis S. Varona, « Un Dugongido del Mioceno de Cuba (Mamalia: Sirenia) », Memoria de la Fundación La Salle de Ciencias Naturales, vol. 91, no 32,‎ 1972, p. 5-19 (ISSN 0037-8518 et 2443-4698, OCLC 436685008, lire en ligne).